# Tamchaket (departement)
Tamchakett är ett departement i Mauretanien.   Det ligger i regionen Hodh El Gharbi, i den södra delen av landet, 600 km öster om huvudstaden Nouakchott.